# Битва за Троїну
Битва за Троїну (англ. Battle of Troina) — бойові дії під час проведення союзниками Сицилійської операції із здобуття важливого міста Троїна. Бої точилися з 31 липня до 6 серпня 1943 року у центральній частині острову Сицилія (Італія) між силами американського II корпусу 7-ї армії та німецькими військами, що закріпилися навколо численних пагорбів і гір, котрі оточували Троїну, які німці сильно укріпили і використовували як міцні опорні пункти на шляхах висування противника.

## Історія
29 липня 1943 року, після 20 днів боїв, як союзному, так і німецькому командуванням стало зрозуміло, що Сицилія країнами Осі втрачена і 80 000—100 000 американських і британських військ прорвуться через німецько-італійську лінію оборони Етна. Командувач 7-ї армії США генерал-лейтенант Джордж С. Паттон наказав командирам 1-ї та 9-ї піхотних дивізій висунутися в долину, з якою розпочати штурм міста Троїна. Командир II корпусу генерал Омар Бредлі, вважаючи Троїну одним з головних вузлів спротиву противника на лінії Етна, прорвати оборонні позиції та продовжити рух на схід. 15-та панцергренадерська дивізія, якою командував генерал-лейтенант Ебергард Родт, і чотири батальйони 28-ї піхотної дивізії «Аоста» дивізійного генерала Джакомо Романо тримали оборону на напрямку головного удару союзних військ. Німецько-італійські війська оборонялися на підготовлених у фортифікаційному відношенні рубежах оборони й мали усі переваги над солдатами противника, які повинні були наступати в гірських умовах.
Битва за Троїну розпочалася 31 липня, коли німці відбили наступ 39-ї піхотного полку 9-ї піхотної дивізії, тимчасово доданого 1-ій дивізії, якою командував генерал-майор Террі Аллен. Ця невдача змусила Бредлі та Аллена перегрупувати війська та розпочати масований наступ за підтримки потужних сил артилерії. Протягом наступних шести днів підрозділи 1-ї піхотної дивізії разом з елементами 9-ї дивізії, французьким марокканським піхотним батальйоном, 165 артилерійськими системами та численними літаками союзників вели завзяті бої із захисниками Троїни. Контроль ключових позицій на вершинах пагорбів часто мінявся, і німці та італійці провели понад двох десятків контратак під час тижневого бою.